# أنبار تبة (نظر أباد)
أنبار تبة هي قرية في مقاطعة نظر أباد، إيران. يقدر عدد سكانها بـ 641 نسمة بحسب إحصاء 2016.